# 埃塞爾赫德
埃塞爾赫德（直译 高貴的船尾）是726年—740年的威塞克斯國王。關於埃塞爾赫德曾是其前任伊尼的姐夫的記載並不可靠但他的血統不為人知，也許這使他成為威塞克斯第一位非金里克血統後裔的國王。他的繼任者卡思雷德在《盎格魯-撒克遜編年史》中被認定為“他的親戚”。